# Um Minuto É uma Eternidade para Quem Está Sofrendo
Um Minuto É uma Eternidade para Quem Está Sofrendo é um média-metragem brasileiro de 2025, do gênero documentário, dirigido por Fábio Rogério e Wesley Pereira de Castro. Teve sua estreia mundial na Competição Aurora da Mostra de Cinema de Tiradentes, onde foi premiado como Melhor Filme.
O média-metragem foi gravado com um celular e apresenta uma montagem de cenas caseiras da vida de Wesley durante o confinamento da pandemia de COVID-19, construindo um complexo perfil psicológico do personagem.

## Recepção
O filme foi bem recebido na Mostra de Cinema de Tiradentes, onde teve sua estreia mundial e ganhou o Troféu Barroco, recebendo críticas majoritariamente positivas.
Bruno Carmelo, do site "Meio-Amargo" escreveu que "Um Minuto É uma Eternidade para Quem Está Sofrendo busca contemplar este estado de espírito febril, frenético, profundamente alegre num momento, e mergulhado nas sombras no instante seguinte. Felizmente, conta com uma montagem excelente, assinada por ambos os cineastas. Assim, sequências divertidas e leves (o sexo das tartarugas, a galinha subindo a escada em busca do galo) cedem espaço a lamentações preocupantes, num simples corte da montagem.
(...) Ao final, trata-se de uma experiência de expurgo, quase um ritual coletivo (exibido numa sala de cinema) onde o herói se permite chorar, rir, ejacular, correr, vibrar, diante dos olhos alheios. Como se sentir invisível após tamanha visibilidade, em tela grande, quando se provou (há fotos, gravações) que ele foi visto? Como se sentir desimportante, se mais de uma centena de olhos estavam virados para ele? A obra garante, em termos institucionais e simbólicos, a importância de Wesley para si próprio — como se, através da validação alheia, ele pudesse acreditar no próprio valor e se manter firme. Neste sentido, o cinema constitui de fato uma importante, frágil e desesperada estratégia de sobrevivência."